# Spanish Lake Township
Die Spanish Lake Township ist eine von 28 Townships im St. Louis County im Osten des US-amerikanischen Bundesstaates Missouri und Bestandteil der Metropolregion Greater St. Louis. Das U.S. Census Bureau hat bei der Volkszählung 2020 eine Einwohnerzahl von 35.637 ermittelt.

## Geografie
Die Spanish Lake Township liegt im nördlichen Vorortbereich von St. Louis am rechten Ufer des Missouri River. Dessen Mündung in den Mississippi, der die Grenze zu Illinois bildet, befindet sich rund 6 km unterhalb in östlicher Richtung.
Die Spanish Lake Township liegt auf 38°47′44″ nördlicher Breite und 90°15′01″ westlicher Länge und erstreckt sich über 84,4 km², die sich auf 77,4 km² Land- und 7,0 km² Wasserfläche verteilen.
Die Spanish Lake Township liegt im Norden des St. Louis County und grenzt im Nordwesten durch den Missouri getrennt an das St. Charles County. Innerhalb des St. Louis County grenzt die Spanish Lake Township im Osten und Südosten an die St. Ferdinand Township, im Süden an die Ferguson Township, im Südwesten an die Florissant Township und im Osten und Nordosten an die Lewis and Clark Township.

## Verkehr

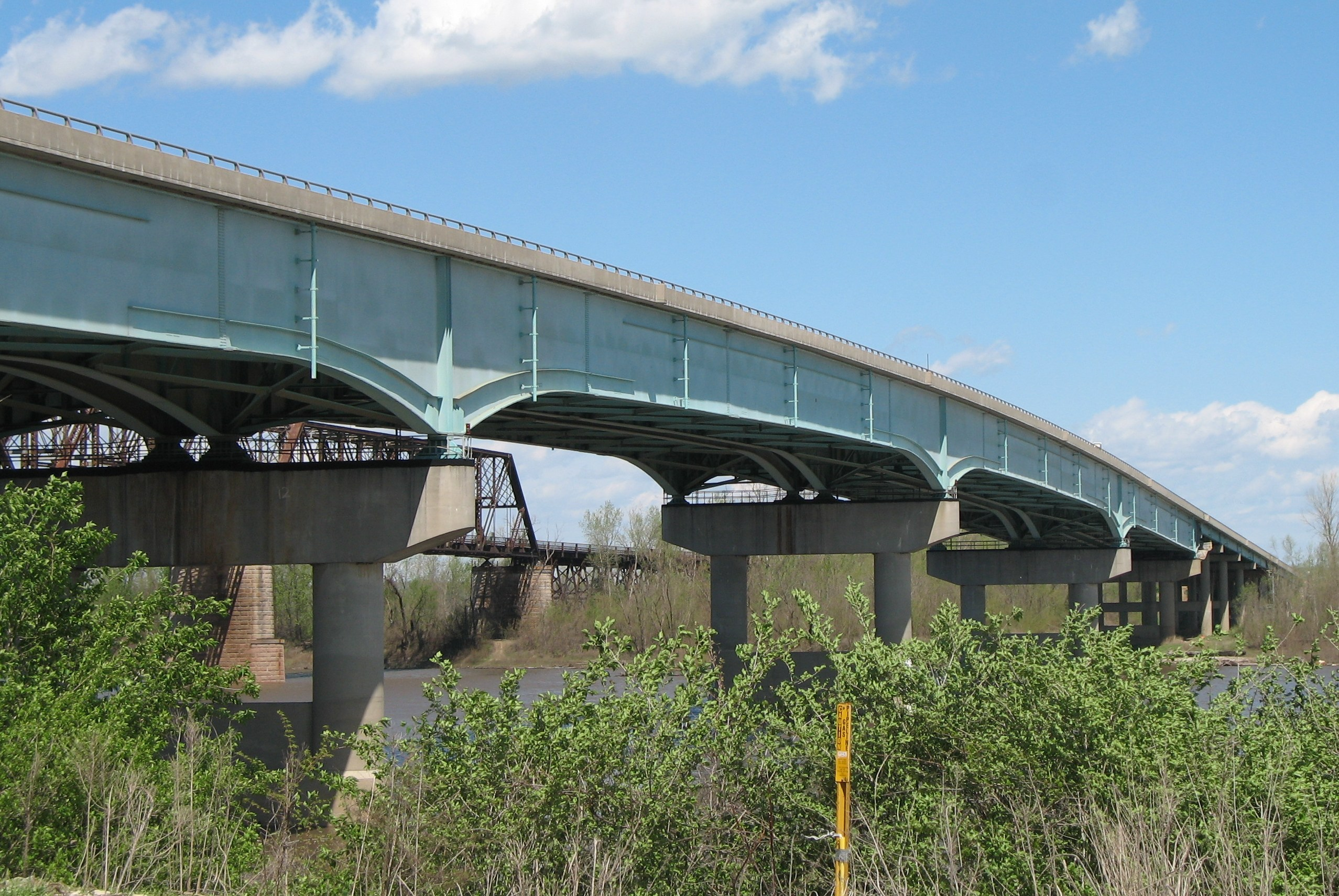
Die Lewis Bridge (im Hintergrund die parallele Eisenbahnbrücke)

Im äußersten Süden der Spanish Lake Township kreuzt die Interstate 270, die als nördliche Umgehungsstraße des Ballungsgebietes um St. Louis dient, den Missouri State Route 367, die im Zentrum der Township in den U.S. Highway 67 einmündet. Der Highway 67 quert über die Lewis Bridge den Missouri in nördlicher Richtung zum benachbarten St. Charles County. Alle weiteren Straßen sind County Roads oder weiter untergeordnete innerörtliche Verbindungsstraßen.
Parallel zum Highway 67 verläuft eine Bahnlinie der BNSF Railway, die von St. Louis entlang des Mississippi in nördliche Richtung führt.

Der Lambert-Saint Louis International Airport liegt rund 20 km südwestlich der Township.

## Demografische Daten
Nach der Volkszählung im Jahr 2010 lebten in der Spanish Lake Township 35.967 Menschen in 13.974 Haushalten. Die Bevölkerungsdichte betrug 464,7 Einwohner pro Quadratkilometer. In den 13.974 Haushalten lebten statistisch je 2,53 Personen.
Ethnisch betrachtet setzte sich die Bevölkerung zusammen aus 25,9 Prozent Weißen, 70,9 Prozent Afroamerikanern, 0,2 Prozent amerikanischen Ureinwohnern, 0,7 Prozent Asiaten sowie 0,4 Prozent aus anderen ethnischen Gruppen; 1,8 Prozent stammten von zwei oder mehr Ethnien ab. Unabhängig von der ethnischen Zugehörigkeit waren 1,0 Prozent der Bevölkerung spanischer oder lateinamerikanischer Abstammung.
25,1 Prozent der Bevölkerung waren unter 18 Jahre alt, 59,8 Prozent waren zwischen 18 und 64 und 15,1 Prozent waren 65 Jahre oder älter. 54,3 Prozent der Bevölkerung war weiblich.
Das mittlere jährliche Einkommen eines Haushalts lag bei 48.278 USD. Das Pro-Kopf-Einkommen betrug 23.998 USD. 12,7 Prozent der Einwohner lebten unterhalb der Armutsgrenze.

## Orte
Neben Streubesiedlung lebt der größte Teil der Bevölkerung der Spanish Lake Township in folgenden Ortschaften:
Citys
- Black Jack1
- Florissant2

Census-designated place (CDP)
- Spanish Lake

1 – teilweise in der Ferguson Township

2 – verteilt über alle umliegenden Townships